# Aeroportul Internațional Ahwaz
Aeroportul Internațional Ahwaz (IATA: AWZ, ICAO: OIAW) este un aeroport din Ahvaz, Central District⁠(d), Ahvaz County⁠(d), Provincia Khuzestan⁠(d), Iran ce deservește zona Ahvaz. Aeroportul a fost tranzitat în 2019 de 2.374.417 pasageri. A fost numit după Qasem Soleimani.
Situat la o altitudine de 20 m, aeroportul dispune de o singură pistă. Este operat de Iranian Airports Holding Company⁠(d).